# Ректа (Жлобинский район)
Ректа (бел. Рэкта) — деревня в Лукском сельсовете Жлобинского района Гомельской области Белоруссии.

## География

### Расположение
В 16 км на север от Жлобина, 6 км от железнодорожной станции Лукская (на линии Могилёв — Жлобин) 100 км от Гомеля.

## Гидрография
На востоке и севере мелиоративные каналы.

## Транспортная сеть
Транспортные связи по просёлочной, а затем автомобильной дороге Бобруйск — Гомель. Планировка состоит из чуть изогнутой меридиональной улицы, параллельно которой на западе проходит короткая прямолинейная улица. Застройка двусторонняя, деревянная, усадебного типа. В 1986 году построены кирпичные дома на 55 квартир, в которых разместились переселенцы из загрязнённых радиацией в результате катастрофы на Чернобыльской АЭС мест.

## История
По письменным источникам известна с начала XX века как село в Луковской волости Рогачёвского уезда Могилёвской губернии. В 1909 году фольварк, 270 десятин земли. В 1924 году в результате упорядочения земель фольварка были созданы посёлки Зелёный Крест и Лозки (не существуют). В 1929 году организован колхоз «Красный лётчик». Во время Великой Отечественной войны оккупанты сожгли 29 дворов, убили 17 жителей. В боях около деревни в июне 1944 года погибли 97 советских солдат (похоронены в братской могиле в центре). На фронтах погибли 36 жителей. С 30 апреля 1948 года до декабря 1993 года центр Ректянского сельсовета Жлобинского района Гомельской области. В 1962 году к деревне присоединены соседние деревни Великий Лес, Новый Мозалов. Центр совхоза «Ректянский». Работают начальная школа, Дом культуры, библиотека, фельдшерско-акушерский пункт, детские ясли-сад, отделение связи, магазин.
В состав Ректянского сельсовета входили: до 1962 года деревни Великий Лес, Новый Мозалов (в настоящее время не существуют).

## Население

### Численность
- 2004 год — 277 хозяйств, 776 жителей.

### Динамика
- 1909 год — 1 двор, 14 жителей.
- 1940 год — 137 дворов, 548 жителей.
- 1959 год — 122 жителя (согласно переписи).
- 2004 год — 277 хозяйств, 776 жителей.

## Культура
- Дом культуры

## События и мероприятия
- Праздник мастеров декоративно прикладного искусства «Ректянские узоры» (9 августа 2025).

## Достопримечательность
- Памятник, установленный в 1959 году на братской могиле, в которой похоронено 106 воинов, погибших при освобождении района.